# Mimulus ringens
Mimulus ringens är en gyckelblomsväxtart som beskrevs av Carl von Linné. Mimulus ringens ingår i släktet gyckelblommor, och familjen gyckelblomsväxter. Utöver nominatformen finns också underarten M. r. colpophilus.

## Bildgalleri

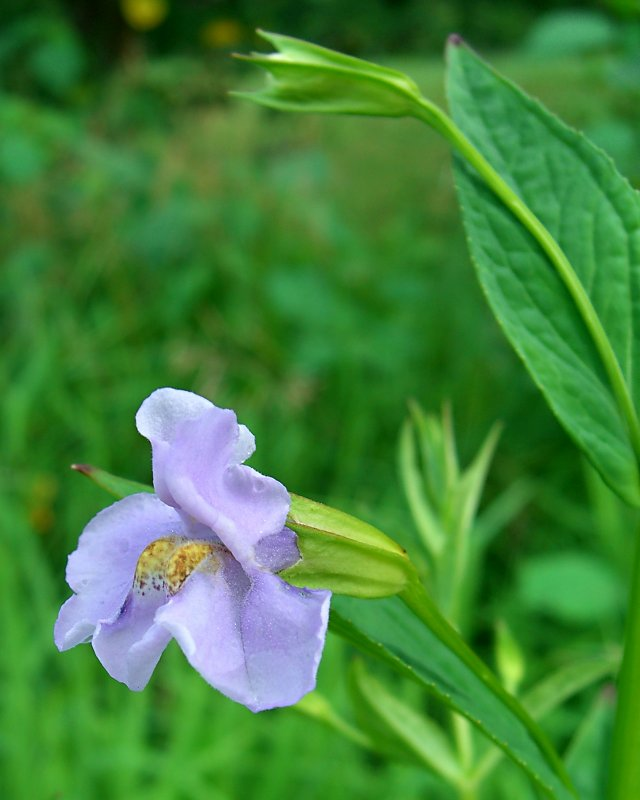
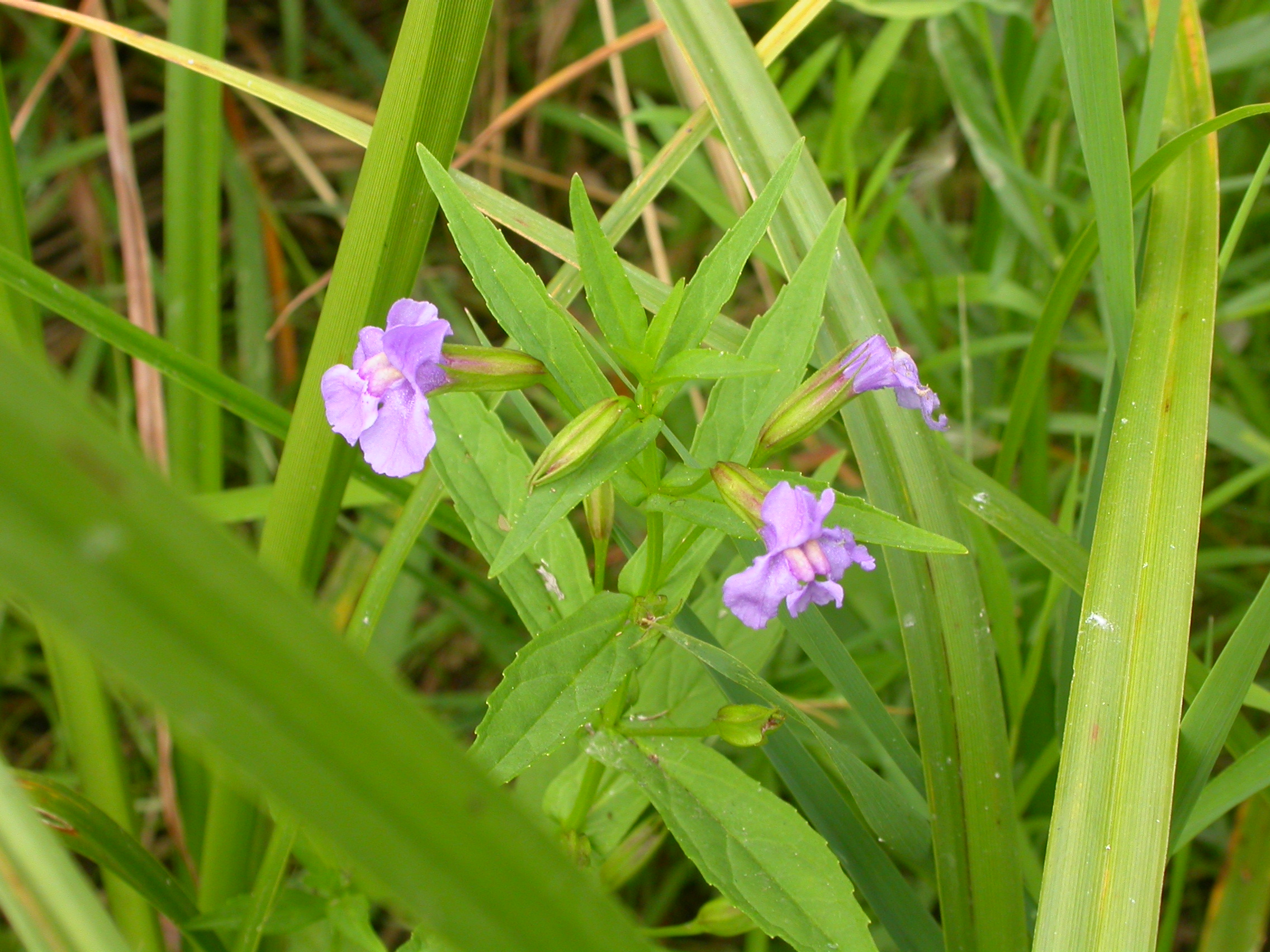
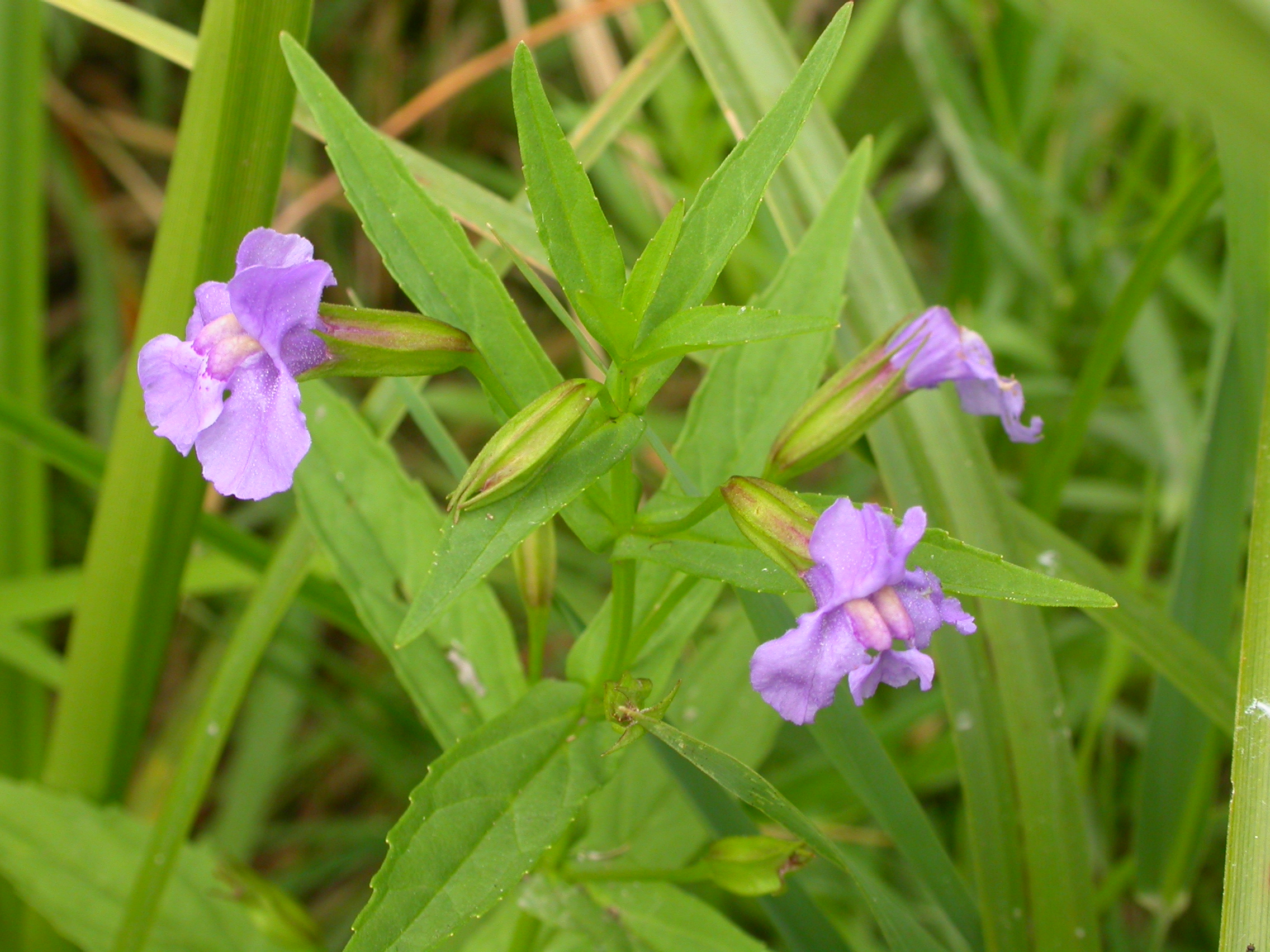
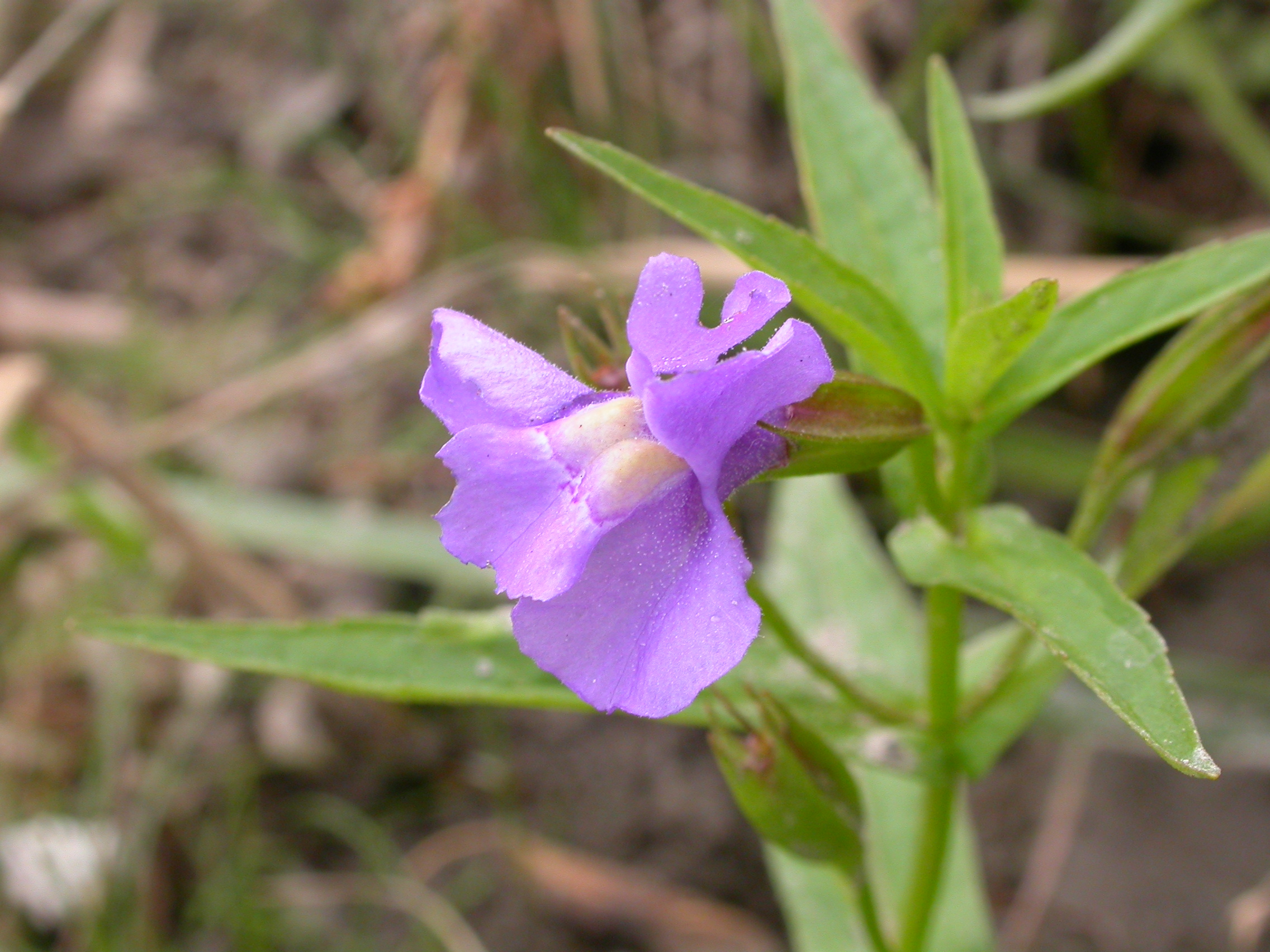
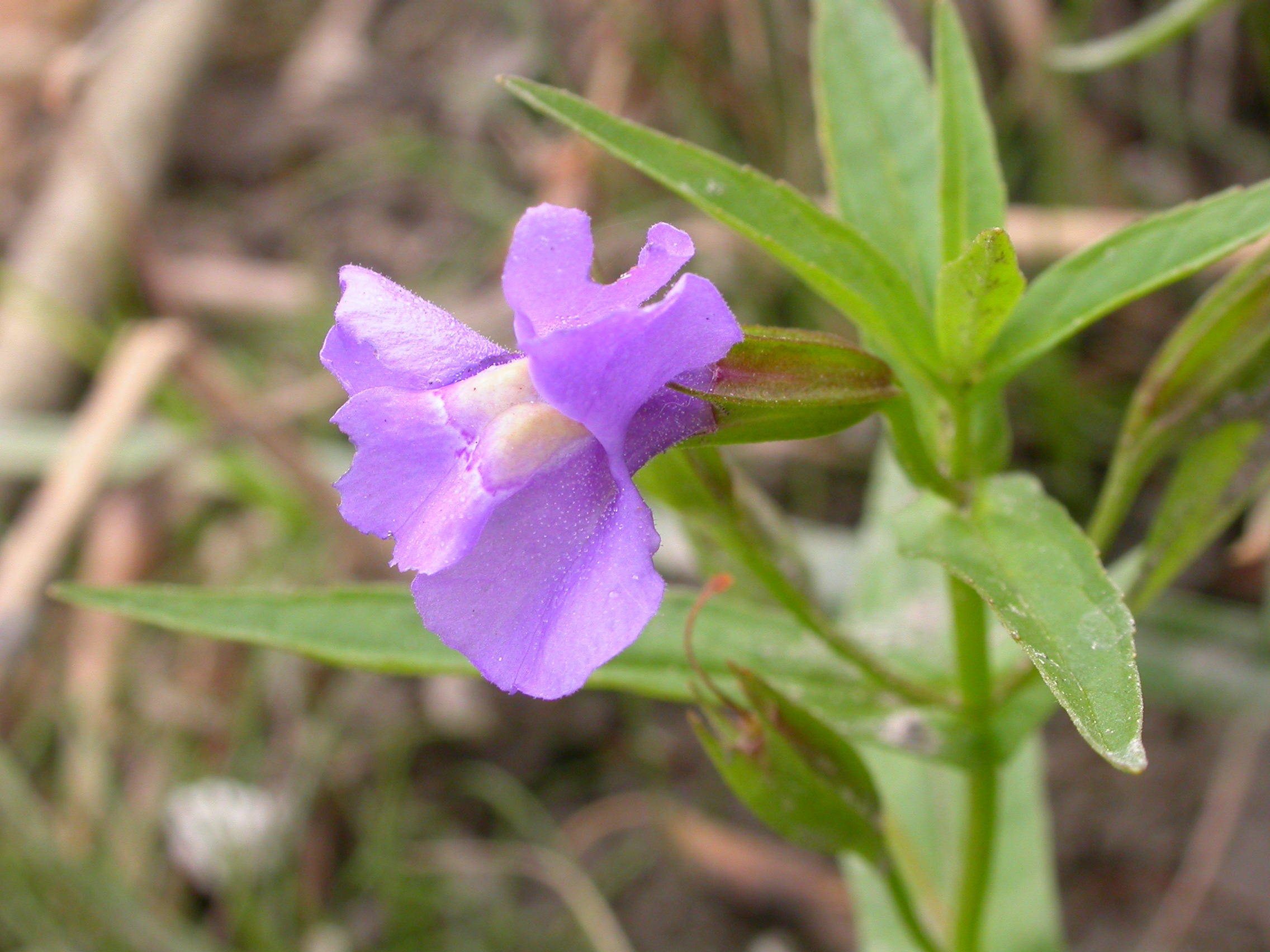
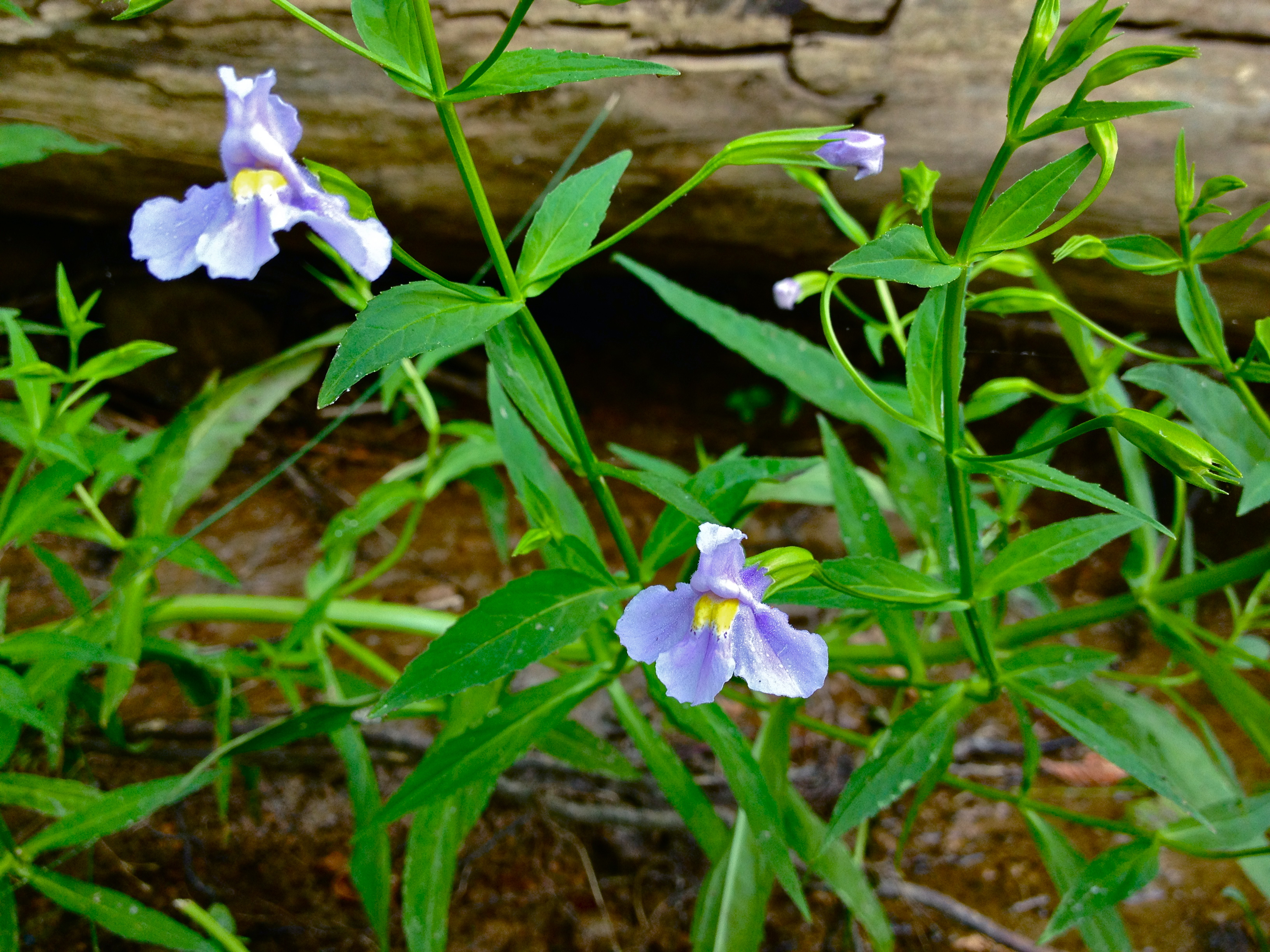